# 留守顯宗
留守 顯宗（日语：るす あきむね、1519年—1586年8月31日），日本戰國時代至安土桃山時代的武将陸奥的宮城郡岩切城主、留守氏第十七代當主。父親是伊達氏第十四代當主伊達稙宗之弟、其養子便是伊達氏伊達晴宗三男留守政景。